# Ostrý potok (přítok Trebele)
Ostrý potok je potok na jihu východního Slovenska, v jihovýchodní části okresu Košice-okolí. Je to pravostranný přítok Trebele, měří 3,8 km a je tokem VI. řádu.

## Pramen
Pramení v Slanských vrších, v podcelku Milič, na severem úpatí Suché hory 604 m v nadmořské výšce cca 428 m.

## Popis toku
Na horním toku teče východoseverovýchodním směrem, z pravé strany přibírá Markův potok (267 m) a vtéká do Východoslovenské pahorkatiny, do podcelku Podslanská pahorkatina. Zde pokračuje severoseverovýchodním směrem, přičemž se koryto výrazněji vlní. Na východním okraji intravilánu obce Kalša se v nadmořské výšce přibližně 197 m vlévá do Trebele.